# カワラバッタ
カワラバッタ（河原蝗虫、学名: Eusphingonotus japonicus）は、バッタ科に分類される昆虫の一種。日本のみの固有種である。カワラバッタ属 Eusphingonotus Bey-Benkok, 1950 のタイプ種であると同時に本属に分類される唯一の種でもある。従ってカワラバッタ属も日本固有の属となる。

## 分布
北海道、本州（隠岐を含む）、四国、九州。日本以外からは知られていない。

## 形態
体長は雄25-30mm内外、雌40-43mm内外。
色は胴体、前翅、脚ともに灰青色の斑模様で、河原の砂や石によく似た色彩をしている（擬態を参照）。時に赤みを帯びた個体も知られる。
前胸背板の前半部は細く短い円筒形で2本の溝で横切られ、後半は著しく幅広くなって強く隆起する。
翅は長く、後翅は半透明で、中央に幅広い褐色の半円帯があり、半円帯の内側（翅の付け根側）は鮮やかな青色。この後翅の色彩は飛翔時によく観察される。
脚は短めで、脛節や跗節（ふせつ）の棘や爪間盤はあまり発達せず、これらの形質は草によじ登るなどの垂直行動には適さず、草地での生息には適応的でないと考えられている。

## 生態
砂礫質の河原に生息し、こぶし大の石ころが目立つ場所で見られる。活発に飛翔し必ず石ころの上に着地する。雌雄ともに後脚を前翅に擦り付けて「カシャカシャ」と発音することがある。幼虫・成虫ともに餌は植物の他に動物食の傾向がある。卵越冬の年1化で、成虫は7月から9月にかけて見られる。
一定面積の広がりを有する砂礫質の河原環境に強く依存しているとされ、河川改修などにより生息環境が減少し、中流域に大きな氾濫原を残す河川以外では見られなくなっている。このため多くの都府県のレッドリストに挙げられている。

## 分類
- 原記載
  - 原記載名：Sphingonotus japonicus Saussure, 1888[2]
  - 原記載：Mém. Soc. phys. Hist. nat. Genève. 30(1): 84-85.
  - タイプ産地：「Japonia」（日本）

原記載以降、中央アジアの砂漠などの乾燥した環境に生息する属である Sphingonotus Fieber, 1852 に分類されてきたが、1950年に胸部や雄の生殖器の形態などに基づいて、本種をタイプ種とする単型のカワラバッタ属 Eusphingonotus Bey-Bienko, 1950が創設され、そこに移された。  

## 類似種
- 日本産の類似種としては、後翅に褐色の半円帯があるバッタは他にクルマバッタやクルマバッタモドキがあるが、いずれも半円帯の内側は黄色味がかっていて青くないことで識別できる。